# Time Tunnel
El Time Tunnel es el primer museo de recuerdos de Malasia. Se encuentra ubicado en Brinchang y es reconocido como uno de los principales atractivos de Cameron Highlands. Son aproximadamente 90 kilómetros de Ipoh, a unos 200 kilómetros de Kuala Lumpur.
El complejo es diferente a cualquier otro en Malasia: está lleno de objetos de colección y recuerdos que sirven para rememorar cómo era la vida en Malasia durante los años anteriores a la guerra.
Fue establecido en enero de 2007 y desde entonces, ha seguido creciendo a ritmo mesurado. Se sitúa en el sótano de Kok Lim Strawberry Farm, la unidad de dos niveles ocupa un pasillo que se extiende por más de 80 metros. Allí se exhiben más de 4000 objetos y fotografías en ocho galerías que cubren un área de aproximadamente 1300 metros cuadrados.
Se puede llegar al museo en transporte público o privado. Está a menos de dos kilómetros de la ciudad de Brinchang, a unos siete kilómetros de Tanah Rata.

## Colecciones destacadas

### Sección aborigen
Esta área captura el estilo de vida de los nativos del resort (Orang asli). Sus herramientas, trampas y artesanías se exhiben en el piso y las paredes.

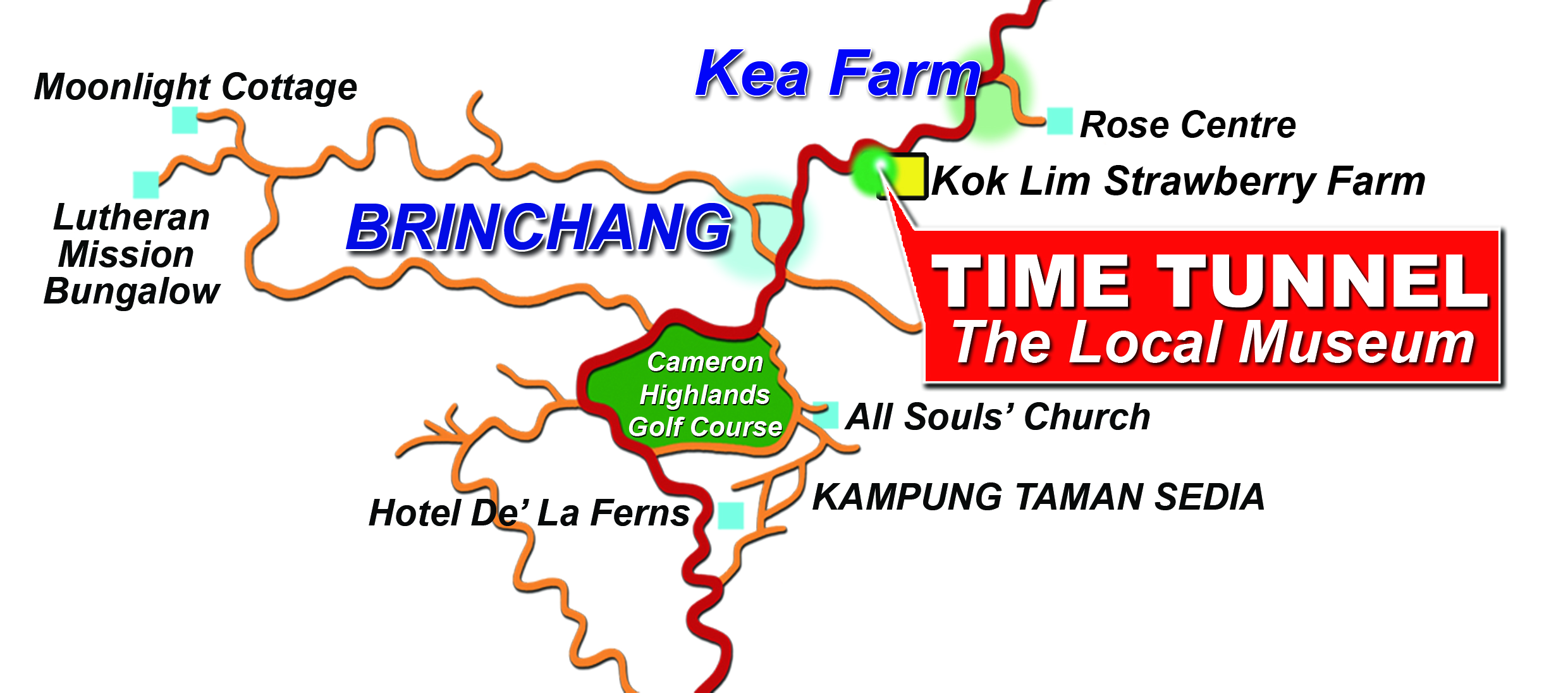
Mapa de ubicación del museo Time Tunnel

### Barbería
La "peluquería" está equipada con espejos, navajas de afeitar, Tijeras, lacas para el cabello, máquinas de afeitar, secadores de pelo, maquinillas, rizadores y una amplia gama de peines. Las paredes están cubiertas con carteles que alguna vez se utilizaron para promover la peluquería. La obra maestra de esta sección es la silla de barbero, de más de 50 años.

### Rincón infantil
Lleno de pizarrones, uniformes escolares, muebles, ayudas para contar y una variedad de juguetes. Cerca hay un gabinete que exhibe objetos de interés como plumas estilográficas, borradores, sacapuntas, reglas, libros de texto e insignias escolares.

### Cafetería
Parecido a un antiguo restaurante ('Kopitiam'), esta sección viene completa con un mostrador de caja, taburetes, mesas, espejos, ceniceros, cajas de cerillas, palillos, escupideras, tazas de café y una colección de refrescos.

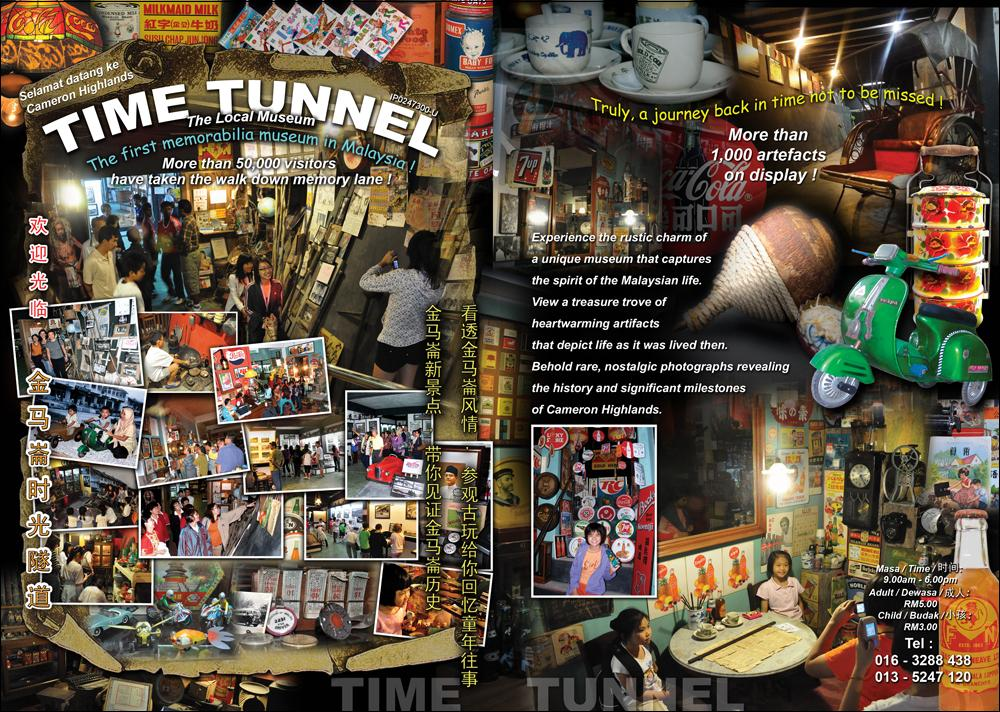
El museo está lleno de elementos que sirven como recordatorio de cómo era la vida en Malasia durante los años anteriores a la guerra.

### Coleccionables y objetos de recuerdo
La lista de objetos de colección y recuerdos es interminable. Mantiene más de 4.000 objetos en exhibición, con variedades que van desde gramófonos hasta piezas de joyería.

## Time Tunnel Ipoh Old Town
En junio de 2018, se inauguró un segundo espacio en Jalan Panglima en el casco antiguo de Ipoh para impulsar su marca en Malasia. Conocido como el museo Time Tunnel Ipoh Old Town, la nueva locación se centra en anuncios y artículos antiguos. Recibe decenas de visitantes diariamente, entre ellos al Alto Comisionado de Australia en Malasia, Andrew Goledzinowski en julio de 2018.